# 北海道深川西高等学校
北海道深川西高等学校（ほっかいどうふかがわにしこうとうがっこう、英: Hokkaido Fukagawa Nishi High School）は、北海道深川市にある公立（道立）の高等学校。深西（ふかにし）、深高（ふかこう）と略される。

## 概要
「きり拓き 創りあげる人に」を教育目標に、先人から強靭な精神を受け継ぎ、未来を担う人材を育成してきた。その校風から「自由の学園」とも呼ばれ、伝統的に生徒の自主性と自治会活動が尊重されてきたが、過去には学校の自由と自治を巡る事件も起きている（下記「保安大学受験拒否事件」「あゆみ会事件」を参照）。
生徒会活動が盛んであり、ホームルームや全校集会がたびたび開催されている。学校祭、コーラス大会、運動会などの行事も生徒主体で取り組まれている。校則についても、過去の生徒会活動の議論で制定された経緯から比較的ゆるやかである。制服も一定の指定はあるものの生徒の自主性に委ねられている部分が大きい。
かつては空知地方有数の進学校として進学率は95%を超え、旧帝大を始めとする国公私立大に多くの合格者を輩出してきたが、過疎化による生徒数減少や学区再編などにより、入学試験の合格難易度が低下。卒業生の進路も大学、短大の他、専門学校、就職と多様である。
部活動は体育系、文化系ともに軒並み全道大会レベルのクラブが多く、吹奏楽局は全道大会でも上位校の常連に名を連ねている。2010年代以降は陸上スキー、弓道で全国大会への出場が続いており、硬式野球も好成績をおさめている。
2001年、隣接する秩父別町の北海道秩父別高等学校を統合。秩父別高校および廃校となった近隣の北海道妹背牛商業高等学校・北海道沼田高等学校の証明書発行事務を承継している。

## 沿革
- 1938年（昭和13年） - 北海道北空知中学校開校
- 1941年（昭和16年） - 北海道庁立深川中学校と改称
- 1948年（昭和23年） - 北海道立深川高等学校と改称
- 1950年（昭和25年） - 北海道立深川女子高等学校と合併し、北海道深川高等学校となる
- 1953年（昭和28年） - 北海道深川東高等学校と分離、本校は北海道深川西高等学校と改称
- 1980年（昭和55年） - ラグビー部全国大会出場
- 1981年（昭和56年） - 駅伝部全国大会出場
- 2001年（平成13年） - 北海道秩父別高等学校の募集停止（廃校）に伴い、同校を統合

## クラブ活動
- 全国大会出場歴のあるクラブ
  - 駅伝部
  - ラグビー部
  - 陸上部
  - スキー部
  - レスリング部
  - 吹奏楽局
  - 演劇部
  - 美術部
  - 女子バドミントン部
- 北海道大会出場歴のあるクラブ
  - 野球部
  - サッカー部
  - 男子バレー部
  - 卓球部
  - 柔道部
  - 剣道部
  - 空手部
  - 放送局
  - タイプ部
  - 弁論部
  - 硬式テニス部
  - 男子バスケットボール部
  - バドミントン部

この他に、20前後のクラブ・同好会が活動している。

## 校歌
「生徒会の歌」「学生の歌」「逍遥歌」の3曲が伝統的に歌い継がれてきているが、「生徒会の歌」が正式な校歌とされている。
1998年の開校50周年の際には、同校同窓会によって上記の3曲がCD化（非売品）され、関係者に配布されている。

## 保安大学受験拒否事件
1952年、当時の校長が保安大学校を進学先に志望した生徒と父母に対して個人面談を行い、「この大学は普通の大学と異なり軍人幹部を養成するところであり、保安隊はれっきとした軍隊で憲法にも違反するものである。先の戦争の反省からも我が校の学生を戦場に送りだす人生選択には賛成できない」という趣旨の意見を述べ、受験を思いとどまらせたことがあった。
これに関連して、校内に張り出された保安大学校受験ポスターを校長が撤去したことがマスコミに知られ、「受験拒否事件」として大々的に報道された。更には、「生徒の進路選択を制限」する人権侵害の疑いがあるとして人権擁護局が調査に乗り出す事態にまで発展した。
結果的に人権侵害の疑いは晴れ、それ以上問題化されることはなかったが、校長はその後に起きた校内火災事故などの責任をとって同校を去った。この事件によって、地域住民のみならず文部省や北海道教育委員会などからも「左がかっている」要注意の学校と目をつけられることになった。

## あゆみ会事件
1954年9月、地方新聞紙上に深川西高で「偏向教育」が行われていると報道されたことが事件の発端。
これを最初に報じた北海日日新聞には「日共の触手高校生へ、父兄ら神経尖らす」とあり、続く北海道新聞にも「学園に日共の触手、深川西校『あゆみ会』問題化、非武装の軍事訓練も行う」という見出しが出て、生徒、教職員は元より父母や地域住民にも動揺が広がった。
問題とされた「あゆみ会」は生徒会公認の文化系同好会のひとつで、「きけわだつみのこえ」に衝撃を受けた生徒たちにより結成された。反戦平和を掲げていたものの当時としては必ずしも過激なスローガンではなく、実際的には校内読書会や僻地を訪問してコーラスや人形劇を披露するなど、特に問題視されるようなサークルではなかった。だが、新聞では部員によるキャンプや海水浴が「秘密会合、軍事教練」などとされ、僻地訪問活動なども、あたかも日本共産党の手引きで行われているかのように報じられた。
報道の3日後の深夜、校内で「あゆみ会」の部員の男子生徒が抗議の自殺をした。遺体の傍には新聞社に抗議する旨の遺書が残されていた。これを受けて、北海タイムスは「真実訴える○○君の遺書、なぜ赤い目でみる?偽りの報道に死の抗議」（○○は実名）と報じ、先の「偏向」報道に反論。これに毎日新聞、朝日新聞が加わり、各社対抗する報道合戦に過熱していった。
生徒の自殺を契機に、校内では連日生徒自らが集会を開き、事件解決への粘り強い話し合いを続け、教職員も連日深夜まで対応に奔走したが、最中に数名の生徒が後追い自殺を試み、未遂に終わるなど混乱を極めた。また、道内外の学生自治会や労働団体、教育学者などが続々と調査や支援のために来市し、北海道大学、北海道教育大学にも対応委員会が設置されるなど、事件は全国的に注目されることとなった。
結局、この事件は戦後の「民主教育」を掲げた学生運動や組合活動が活発だった校内の雰囲気を危惧した当時の校長や教育委員会、公安がマスコミを通じて圧力を加えようとしたのが真相であった。校長は赴任当初より保安大学受験拒否事件などを挙げて、前校長の教育方針を「潰す」と公言していた。加えて、調査の過程で「あゆみ会」部員の友人に対して警察官が金銭を与えて情報提供を促したり、校長が秘密裏に生徒の素行や個人情報を警察に提供していた事実が明るみにされた。発端となった報道についても、記者自身が警察情報を一方的に記事にしており、多くが伝聞に基づくいい加減な内容であったこと後に告白している。
結果として教育現場への警察の不当介入、校長の職権濫用が厳しく糾弾され、当初は学校に批判的だった父母や地域住民も態度を軟化させていった。事件から1か月を経て、北海道新聞も社説で間接的に誤報を認め事件は収束した。ただし、北海日日新聞は最後まで誤りを認めなかった。
事件の数年後、北海道教育委員会は同校の大半の教職員を道内の遠隔地へ分散させる人事異動を発令。「ミサイル人事」とも呼ばれた異例の人事は、教職員に対する報復とする見方もあった。これにより関係者が分散し、以後、事件が語り継がれることはほとんどなくなった。

## 著名な出身者
- 秋山義昭（元小樽商科大学学長）
- 大西晴樹（元明治学院学院長、元明治学院大学学長、東北学院院長、東北学院大学学長）1971年卒業
- 菊野昌宏（時計師）
- 木下博勝（医師、鎌倉女子大学教授。妻は女子プロレスラーのジャガー横田）1986年卒業
- 東国幹（衆議院議員）1986年卒業
- 草原克豪（拓殖大学北海道短期大学学長）
- 黒木亮（経済小説家、第55・56回箱根駅伝に出場）
- 島太星（NORDメンバー）
- 塚田タカヤ（歌手）
- 松山照夫（俳優）
- 山下貴史（深川市長、元衆議院議員）1971年卒業
- 田中昌幸（深川市長、元深川市議会議員）
- 山田吾一（俳優）1951年卒業